# Религия в Донецке
В Донецке представлены православные и грекокатолические храмы, протестантские молитвенные дома и католические костёлы, мечеть и синагоги. Наиболее широко представлены сооружения православной церкви (преимущественно Московского патриархата).

## Украинская православная церковь Московского Патриархата
В 1931 году был разрушен Свято-Преображенский кафедральный собор, его имущество было передано Покровской церкви в селе Старомихайловка.
До 1948 года в городе Сталино существовало 13 православных общин.
В 1945 году была образована Ворошиловградско-Донецкая епархия, которая управлялась архиереями с Херсонско-Одесской кафедры. Епархия называлась «Ворошиловоградско-Донецкой» при том, что Донецкая область в то время называлась «Сталинской».
6 сентября 1991 года была создана Донецкая епархия Украинской Православной Церкви.
Митрополит, возглавляющий епархию с 1990 года до 1996 года имел титул митрополита Донецкого и Славянского. С 1996 года епархия разделились на две. Первая — Донецко-Мариупольская епархия, вторая — Горловско-Славянская епархия.
Список управляющих епархиями в Донецке:
- Никон (Петин) — епископ Сталинский и Ворошиловградский, с 1944 года по 1956 год.
- Борис (Вик) — митрополит Одесский и Херсонский, с 1956 года по 1960 год.
- Сергий (Петров) — митрополит Одесский и Херсонский, управляющий Ворошиловградско-Донецкой епархией с 1960 года по 1990 год.
- Иоанникий (Кобзев) — епископ Донецкий и Луганский, с 1990 года по 1991 год.
- Алипий (Погребняк) — епископ Донецкий и Славянский, с октября 1991 года по декабрь 1991 года.
- Леонтий (Гудимов) — митрополит Донецкий и Славянский, c декабря 1991 года по март 1992 год.
- Ипполит (Хилько) — епископ Донецкий и Славянский, c 1994 года по 1996 год.
- Иларион (Шукало) — назначен на Донецкую кафедру в сане архиепископа с 12 сентября 1996 года, митрополит Донецкий и Мариупольский, с 23 ноября 2000 года.

Работает православный телеканал КРТ. Донецкой епархией выпускаются журналы: «Живой родник», «Радость моя», «Шишкин лес», газета «Донбасс православный», «Игнатьевский благовест» (страница общины Свято-Игнатьевского храма в газете «Металлург»). Главный редактор — Георгий Гуляев. При Донецком национальном университете открыто Подразделение духовной культуры.

### Храмы и часовни УПЦ МП

#### Преображенское благочиние города Донецка
Список основан на информации с официального сайта Донецкой епархии
| Фото                | Название                                           | Описание | Расположение                                                            |
| ------------------- | -------------------------------------------------- | --- | ----------------------------------------------------------------------- |
| Ворошиловский район |                                                    | |                                                                         |
|                     | Свято-Преображенский кафедральный собор            | Построен в 2006 году, АОЗТ «Донбассгражданпроект», архитектор Ануфриенко В. В.                                         | пл. Соборная 1                                                          |
|                     | Храм Рождества Христова                            | Построен в 2000 году, архитектор Вигдергауз, Павел Исаакович                                                           | сквер Павших коммунаров, ул. Кобозева, 7                                |
|                     | Храм Святого Мученика Иоанна-Воина                 | | ул. Горького, 61                                                        |
|                     | Храм Козельщанской иконы Божией Матери             | | пр. Комсомольский, 11                                                   |
|                     | Свято-Анастасиевский храм                          | | бул. Пушкина, 7а                                                        |
|                     | Храм Андрея Первозванного                          | открыт в 2011 году, архитектор Зинченко, ГИП — Перепелица Леонид Дмитриевич, проект создан АОЗТ «Донбассгражданпроект» | ул. Артема, 58, около третьего корпуса ДонНТУ                           |
|                     | Часовня Преподобного Сергия Радонежского           | в настоящий момент демонтирована                                                                                       | пл. Соборная                                                            |
|                     | Свято-Николаевский храм                            | | ПрАО «„Донецксталь“ — металлургический завод», ул. Челюскинцев, 174а    |
|                     | Храм Святой равноапостольной Нины                  | | ул. Артёма, 198б/44                                                     |
|                     | Свято-Борисо-Глебский храм                         | | ул. Университетская, 24, Донецкий национальный университет              |
| Киевский район      |                                                    | |                                                                         |
|                     | Свято-Воскресенский храм                           | Построен в 2002—2005 годах по проекту Виктора Романчикова и Сергея Ильина                                              | пл. Шахтёрская, 1                                                       |
|                     | Свято-Пантелеимоновский храм                       | | Киевский р-н, ул. Савченко, 1а                                          |
|                     | Свято-Иверский храм                                | | на территории Свято-Иверского женского монастыря, ул. Стратонавтов, 153 |
|                     | Часовня Святой Великомученицы Варвары              | 1997 | ул. Артёма, 155а                                                        |
|                     | Свято-Крестовоздвиженский храм                     | | Киевский р-н, ул. Горная, 1а                                            |
|                     | Храм Николая чудотворца                            | 2011 | пл. Привокзальная, 1а, около железнодорожного вокзала                   |
|                     | Храм Святых Новомучеников                          | | ул. Юрьева, 2                                                           |
|                     | Храм Святой равноапостольной княгини Ольги         | | просп. Киевский, 87                                                     |
|                     | Храм Святого новомученика Царевича Алексия         | | просп. Панфилова, 3                                                     |
|                     | Свято-Михайловский храм                            | | ул. Артёма, 185, г/б № 20                                               |
| Куйбышевский район  |                                                    | |                                                                         |
|                     | Храм Игнатия Брянчанинова                          | | пр. Манежный, 46                                                        |
|                     | Храм Святого Равноапостольного Князя Владимира     | | пр-т Ковпака, 4а                                                        |
|                     | Храм Святых Первоверховных Апостолов Петра и Павла | Построен в 2001 году                                                                                                   | ул. Куйбышева, 88                                                       |
|                     | Трехсвятительский храм                             | | ул. Сомова, 9                                                           |
|                     | Свято-Благовещенский храм                          | | ул. Славина, 1                                                          |
|                     | Свято-Владимирский храм                            | | ул. Зуевская, 16                                                        |
|                     | Храм Святых бессребреников Космы и Дамиана         | | ул. Великоновоселковская, 200, Областной медико-психологический центр   |
|                     | Храм Святых Царственных Мучеников                  | | ул. Зугресская, 26                                                      |
|                     | Свято-Иоанно-Златоустовский храм                   | | ул. Калинина, 155                                                       |
|                     | Храм Святых Царственных Мучеников                  | | пр-т Офицерский, 69г                                                    |
| Прочее              |                                                    | |                                                                         |
|                     | Церковь Благовещения Пресвятой Богородицы          | | пос. Горняк                                                             |

#### Николаевское благочиние города Донецка
Список основан на информации с официального сайта Донецкой епархии
| Фото | Название                                                 | Описание                                                                                 | Расположение                                                                        |
| ---- | -------------------------------------------------------- | ---------------------------------------------------------------------------------------- | ----------------------------------------------------------------------------------- |
|      | Свято-Николаевский архиерейский собор                    | В 1896 году построена Свято-Николаевская церковь-школа, в 1946 году построен нижний храм | Ленинский район, ул. Тушинская, 7                                                   |
|      | Храм Святого Александра Невского                         | Построен в 2002 году                                                                     | Ленинский район, проспект Ленинский, 47                                             |
|      | Храм Святого великомученика Георгия Победоносца          | Храм расписан заслуженными художниками Украины Владимиром Теличко и Геннадием Жуковым.   | Кировский район, ул. Пинтера, 1                                                     |
|      | Свято-Успенский храм                                     |                                                                                          | Кировский район, ул. Уссурийская, 21                                                |
|      | Храм святителя и исповедника Луки архиепископа Крымского |                                                                                          | Кировский район, проспект Ленинский, 63а                                            |
|      | Свято-Вознесенский храм                                  |                                                                                          | Петровский район, ул. Вельяминова, 1                                                |
|      | Храм Святого праведного Иоанна Кронштадтского            |                                                                                          | Петровский район, ул. Кобринской, 10                                                |
|      | Свято-Серафимовский храм                                 |                                                                                          | Петровский район, ул. Петровского, 185а                                             |
|      | Храм Святителя Игнатия Мариупольского                    | Построен в 2003 году                                                                     | Ленинский район, ул. Ткаченко 122, на территории донецкого металлургического завода |
|      | Свято-Александро-Невский храм                            |                                                                                          | Авдотьино, ул. Кленовая, 23а                                                        |
|      | Храм Святых преподобных Антония и Феодосия Печерских     |                                                                                          | ул. Чибисова, 1                                                                     |
|      | Всехсвятский храм                                        |                                                                                          | ул. Королева, 39                                                                    |
|      | Храм Усекновения Главы пророка Иоанна Предтечи           |                                                                                          | ул. Сахалинская, 15в                                                                |
|      | Храм Почаевской Иконы Божией Матери                      |                                                                                          | Ленинский район, ул. Стадионная, 22, ПАО «Винтер»                                   |
|      | Храм Архистратига Михаила                                |                                                                                          | ул. Бирюзова, 14а                                                                   |
|      | Храм Святого Иоанна Сочавского                           |                                                                                          | ул. Кирова, 90                                                                      |
|      | Свято-Андреевский храм                                   |                                                                                          | проспект Ленинский, 69а                                                             |
|      | Храм Рождества Пресвятой Богородицы                      |                                                                                          | ул. Путиловская, 126                                                                |
|      | Храм в честь иконы Божией Матери «Спорительница хлебов»  |                                                                                          | ул. Карловская, 8а                                                                  |
|      | Иоанно-Богословский храм                                 |                                                                                          | ул. Речная, 28а                                                                     |
|      | Скорбященский храм                                       |                                                                                          | ул. Петровского, 268а                                                               |
|      | Храм в честь иконы Божией Матери «Неупиваемая Чаша»      |                                                                                          | ул. Рудчанская, горпсихбольница, № 2                                                |
|      | Свято-Николаевский храм                                  |                                                                                          | шахта «Трудовская»                                                                  |
|      | Свято-Введенский храм                                    |                                                                                          | ул. 1-я Александровка, 9, кондитерская компания «АВК»                               |
|      | Храм Всех Святых                                         |                                                                                          | Киевский район                                                                      |
|      | Свято-Михайловский храм                                  |                                                                                          | Кировский район, ул. Квиринга, 16                                                   |

#### Троицкое благочиние города Донецка
Список основан на информации с официального сайта Донецкой епархии
| Фото | Название                                     | Описание                                                                                    | Расположение                                                                    |
| ---- | -------------------------------------------- | ------------------------------------------------------------------------------------------- | ------------------------------------------------------------------------------- |
|      | Свято-Троицкий собор                         |                                                                                             | пл. Троицкая, 1                                                                 |
|      | Храм Святого Преподобного Агапита Печерского | Построен в 2000, архитектор Ануфриенко В.В.                                                 | Калининский район, пр-т Ильича, 14 (больница им. Калинина)                      |
|      | Свято-Покровский храм                        |                                                                                             | Калининский район, пр-т Червоногвардейский, 2а                                  |
|      | Свято-Успенский храм                         | 1896                                                                                        | Будённовский р-н, ул. Балаклеевская, 1                                          |
|      | Свято-Николаевский храм                      | 1908 — построен первый храм, 1963 — снесён, в этом же году под храм был переделан жилой дом | Калининский район, ул. Горбачевского, 43                                        |
|      | Свято-Сретенский храм                        | 1819                                                                                        | Будённовский район, ул. Таганская, 14                                           |
|      | Свято-Вонифатиевский храм                    |                                                                                             | ул. Левобережная, 37, наркологический диспансер                                 |
|      | Свято-Троицкий храм                          |                                                                                             | Пролетарский р-н, ул. Палладина, 54                                             |
|      | Храм иконы Божией Матери «Всецарица»         |                                                                                             | ул. Полоцкая, 2а, Донецкий областной противоопухолевый центр                    |
|      | Свято-Введенский храм                        |                                                                                             | ул. Арзамасская, 2                                                              |
|      | Свято-Пантелеимоновский храм                 | 2011                                                                                        | Будённовский район, ул. Таллиннская, 1, ПАО «Донецкий электротехнический завод» |
|      | Храм Всех Святых                             | 8 августа 2010 г.                                                                           | Калининский район, пр-т Павших коммунаров, Мушкетовское кладбище                |
|      | Свято-Духовский храм                         |                                                                                             | пл. Буденного, 1                                                                |
|      | Храм Святых Жен Мироносиц                    |                                                                                             | пр-т Ильича, 80а, Областной клинический центр нейрореабилитации                 |
|      | Храм Святой блаженной Ксении Петербургской   |                                                                                             | Будённовский район, ул. 230-й Стрелковой Дивизии                                |
|      | Свято-Трифоновский храм                      |                                                                                             | пр-т Ильича, 104, Областная клиническая больница профзаболеваний                |
|      | Свято-Ильинский храм                         |                                                                                             | ул. Горностаевская, 25, агрофирма «Агротис»                                     |
|      | Свято-Параскевинский храм                    |                                                                                             | ул. Земледельческая, 32                                                         |
|      | Храм Святых Бессребреников Космы и Дамиана   |                                                                                             | областной противотуберкулезный диспансер                                        |
|      | Свято-Ильинский храм                         |                                                                                             | бул. Шевченко, 24а                                                              |
|      | Храм Рождества Пресвятой Богородицы          |                                                                                             | пр-т Павших Коммунаров, 102в                                                    |
|      | Храм Преподобного Сергия Радонежского        |                                                                                             | ул. Чинарная, 29, пос. шахты 6-капитальная                                      |
|      | Свято-Ильинский храм                         |                                                                                             | ул. Гастрономическая, 11                                                        |
|      | Свято-Никитовский храм                       |                                                                                             | пер. Донбасский, 1                                                              |

## Православная церковь Украины
В Донецке находится центр Донецкой и Мариупольской епархии ПЦУ. Во главе епархии — архиепископ Сергий (Горобцов).

### Культовые сооружения ПЦУ
| Фото | Название                                       | Год постройки                                                                                              | Архитектор | Район Донецка |
| ---- | ---------------------------------------------- | --- | ---------- | ------------- |
|      | Спасо-Преображенский кафедральный собор        | построен в 1910 году как храм Святых апостолов Петра и Павла, в 1997 году перешел к Киевскому патриархату. |            | Куйбышевский  |
|      | Свято-Петро-Павловский кафедральный собор      | |            | Куйбышевский  |
|      | Свято-Андреевский кафедральный собор (проект). | |            |               |

## Католицизм

### Греко-католические культовые сооружения
| Фото | Название                          | Год постройки | Архитектор | Район Донецка |
| ---- | --------------------------------- | ------------- | ---------- | ------------- |
|      | Спасо-Преображенский храм         |               |            | Ленинский     |
|      | Храм Покрова Пресвятой Богородицы |               |            | Куйбышевский  |
|      | Часовня Святой Вервицы            |               |            | Куйбышевский  |

Общины входят в состав Донецко-Харьковского экзархата УГКЦ. Экзарх — епископ УГКЦ Степан (Менёк).

### Римско-католические культовые сооружения
| Фото | Название                                                      | Год постройки | Архитектор     | Район Донецка |
| ---- | ------------------------------------------------------------- | ------------- | -------------- | ------------- |
|      | Римско-католический костёл Христа Царя парафии Святого Иосифа | 2006          | Нисневич В. А. | Киевский      |

Относится к Харьковско-Запорожскому диоцезу Римско-католической церкви с центром в г. Харькове. Глава диоцеза — епископ Марьян Бучек.

Харьковско-Запорожский диоцез входит в состав Львовской архиепархии во главе с архиепископом Марьяном Яворским.

## Протестантизм
Протестантизм в Донецке представляют Адвентисты Седьмого Дня, Баптисты, Пятидесятники, Церковь Полного Евангелия, Протестантская Церковь Украины.

### Адвентисты Седьмого Дня
В Донецке расположен руководящий центр Восточной конференции Украинского Униона. Также в городе расположены семь общин адвентистов седьмого дня.

### Баптисты
Достоверно баптизм в Донецке фиксируется с 1912 года. К этому времени относятся первые массовые крещения по вере. Пресвитеры были связаны с петербургской общиной, а собрания проводились в районе ЦУМа. В 1927 году состоялся съезд баптистов Донбасса. В 1937 году в Донецке начались гонения на баптистов, проповедников арестовывали, собрания начали проводиться по домам нелегально. В 1942 году в годы немецкой оккупации произошла некоторая легализация баптистсткого движения. В 1944 году благотворное влияние оказало создание Союза ЕХБ, что позволило баптистам собираться легально. Однако «официальным» баптистам противостояли общины «чистых» баптистов, не признающих советской регистрации.
В Донецке с 1991 года действует Донецкий христианский университет.
Всеукраинский союз церквей евангельских христиан-баптистов имеет в Донецке 8 церквей:
- Церковь «Гефсимания» — ул. Казановой, 36
- Церковь «Ворота неба» — ул. Электромеханическая, 34
- Церковь «Голгофа» — ул. Балаклиевская, 8
- Церковь «Вифания» — ул. Магдебургская, 1а
- Церковь «Христа Спасителя» — бульв. Шевченко, 15/10
- Дом Евангелия — ул. Артема, 160-а
- Церковь «Вефиль» — ул. Пухова, 6-а/З
- Церковь евангельских христиан-баптистов (МСЦ) — ул. Машиностроителей, д. 161/1.

### Пятидесятники
В Донецке известны две общины Всеукраинского союза церквей христиан веры евангельской-пятидесятников — «Филадельфия» и «Возрождение».

## Иудаизм
Действует Донецкая еврейская община.
Действует Донецкая синагога в память любавического ребе Менахема-Мендла Шнеерсона.
В Донецке действует Независимая религиозная община сыновей Ноя «Хатиква» (Бней Ноах).

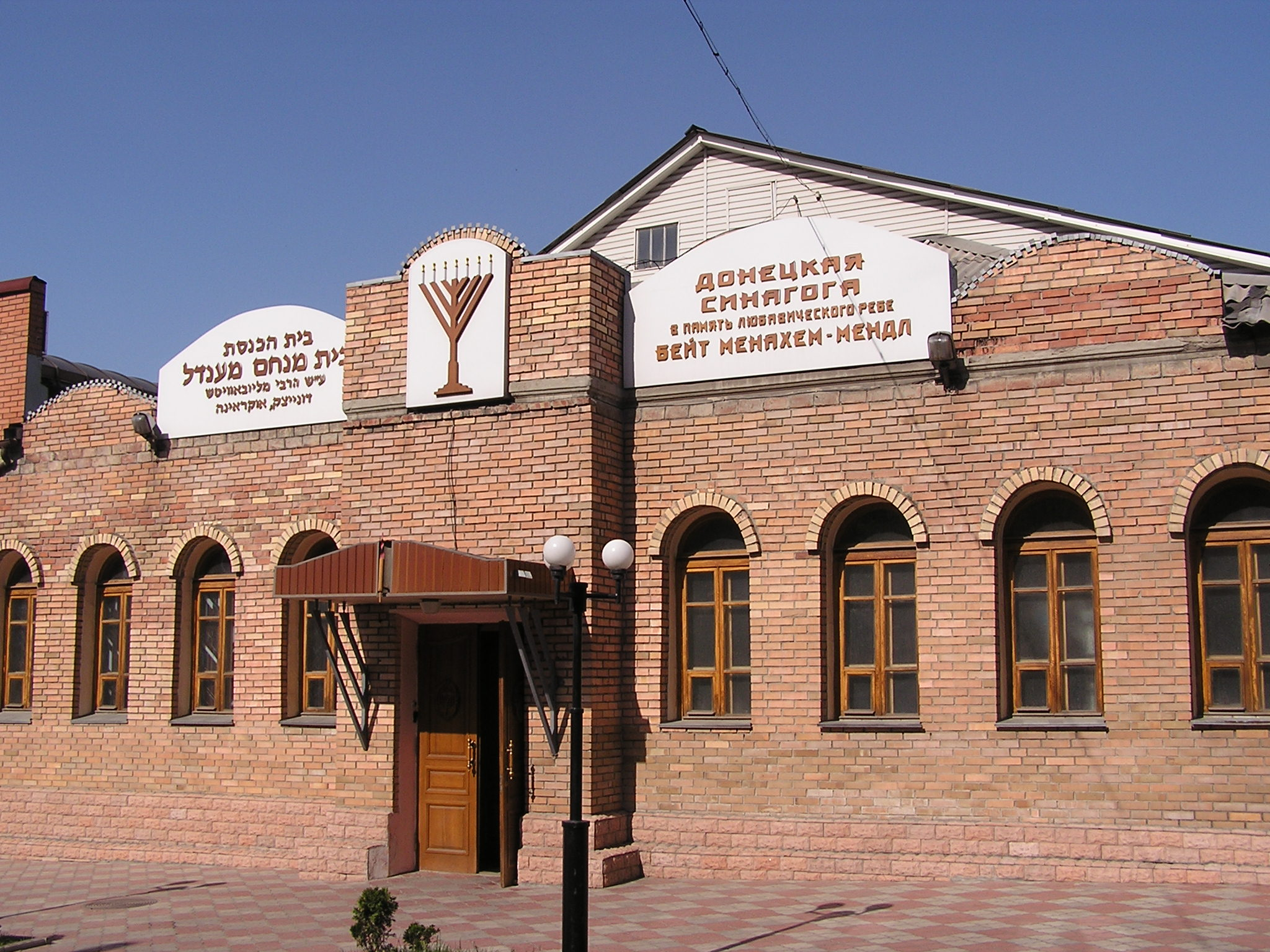
Донецкая синагога в память любавического ребе Бейт Менахема Мендла
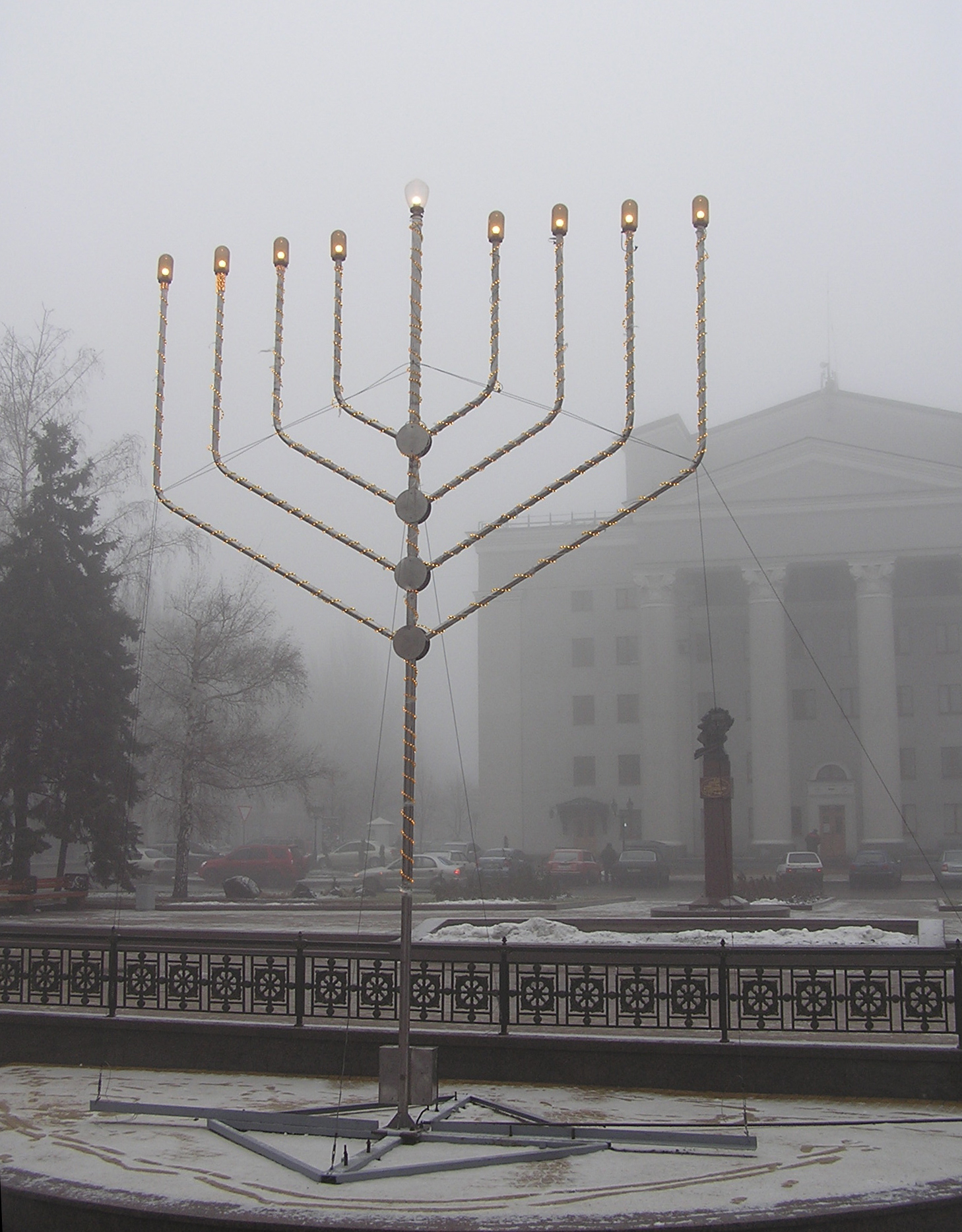
Ханука в Донецке

## Ислам

Соборная мечеть «Ахать-Джами»

В Донецке действуют филиал Исламского университета Духовного управления мусульман Украины и соборная мечеть «Ахать-Джами».
Также действует мусульманская религиозная община «Дуслык» (Содружество): ул. Берестовская, 2. Тел.: 338-74-21; 050-654-00-82.

### Мусульманская община «Аль-Ихляс»
Мусульманская религиозная община г. Донецка «Аль-Ихляс» при Духовном управлении мусульман Украины (ДУМУ) основана не так давно и работает с 2003 года. С первых дней существования община занимает активную позицию, направленную на возрождение и восстановление духовных ценностей Ислама среди этнических мусульман, а также распространение истинной информации об Исламе среди жителей города и области. К основной деятельности общины можно отнести регулярное проведение религиозных занятий и лекций посвященных основам вероубеждения мусульман, соблюдению Законов Бога, культуре и нравственности в Исламе.
В помещениях общины ежедневно выполняются коллективные намазы и еженедельный пятничный намаз. С наступлением месяца Рамадан в вечернее время община организовывает ужины — разговения постящимся. Кроме того ежегодно в месяц Рамадан проводится общегородской ифтар (торжественный ужин) рассчитанный на прием большого количества гостей. На ифтаре гости слушают чтение Священного Корана, поздравления муфтия Украины, официальные поздравления городских властей. Ежегодно по случаю завершения месяца Рамадан, а также после окончания Хаджа проводится коллективный праздничный намаз.
Также стоит отметить ежегодное проведение массового мероприятия с чтением Священного Корана, показом религиозных фильмов, выступлением представителей руководства ДУМУ, религиозных песнопений, выступлением детей, по случаю рождения Посланника Бога — Мухаммада. Двери общины открыты для желающих заключить акт бракосочетания и другие обряды Ислама. В помещении общины всегда можно получить религиозную литературу: книги, газеты, журналы, календари. Организована продажа религиозных товаров, продукции халяль: мяса и мясных продуктов. Члены общины принимают участие в съездах мусульман Украины и других культурных мероприятиях, организованных ДУМУ. Отправляют детей в детские исламские лагеря, на учебу в Исламский университет. Для укрепления общества мусульман поддерживается связь с общинами города и области, а также общинами других городов. За время работы общины налажен диалог с руководством города и области.
Национальный состав общины весьма разнообразен и формируется из кавказцев, славян, афганцев, азербайджанцев, узбеков, татар, турок, пакистанцев, арабов и др. В целом, основной задачей деятельности ДУМУ и религиозной общины г. Донецка «Аль-Ихляс» является — укрепление связей между мусульманскими обществами разных национальностей на основе религиозных знаний, переданных нашими предками без каких-либо искажений, на основе единых убеждений, чистых от крайностей и экстремизма.
Адрес: 83016, г. Донецк, ул. Богдана Хмельницкого, 98.

Телефон: (Life:)(093)95-59-568; | (MTC) (095)37-49-400.

## Язычество
С 2008 года действует Славянская община Донецка «Дикое Поле». Силами общины «Дикое Поле» в Донецке возведено капище Триглава и несколько святилищ. Также на территории города существуют общины «Родового вогнища», «Схорон еж Словен», родовое коло «Путь Вещего», община «Миръ» и другие.

### Объединения
В 2012 году донецкие общины объединились в Донецкую городскую общественную организацию «Алатырь». Общественная организация «Алатырь» была создана для удовлетворения и защиты законных социальных, экономических, творческих, возрастных, национально-культурных и других общих интересов славянских народов, проживающих на территории города. Деятельность организации заключается в изучении и пропаганде культурного наследия славянского народа и славянского мировосприятия, возрождении и распространении славянского образа жизни, опеке и защите мест и сооружений, имеющих культурную и историческую ценность для славян.

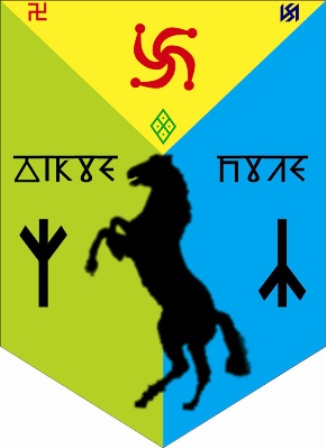
Герб общины "Дикое Поле"
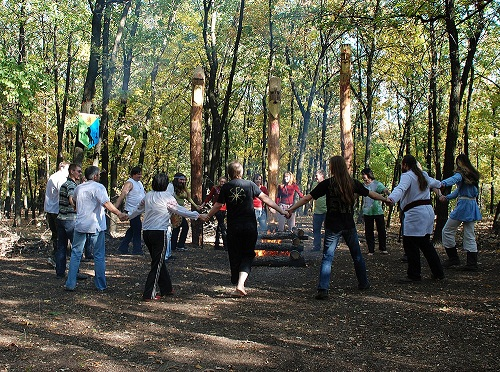
Таусень на капище Триглава
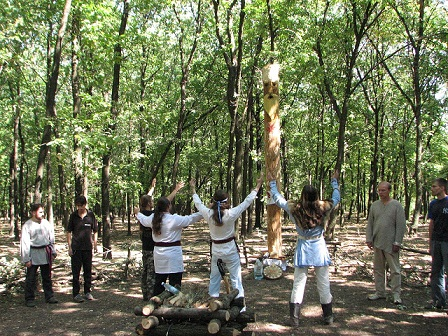
Обрядовый зачин Стрибогова дня
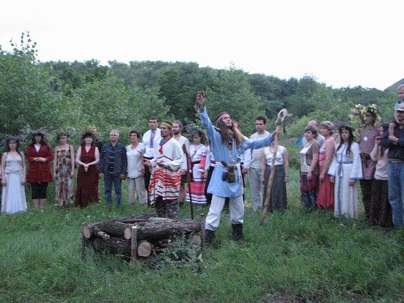
Праздник Купало
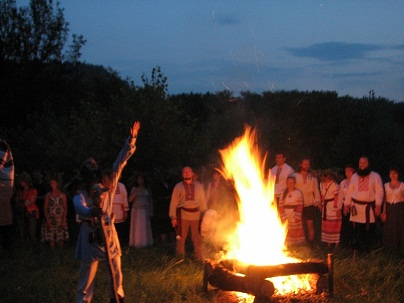
Праздник Купало на краевом святилище
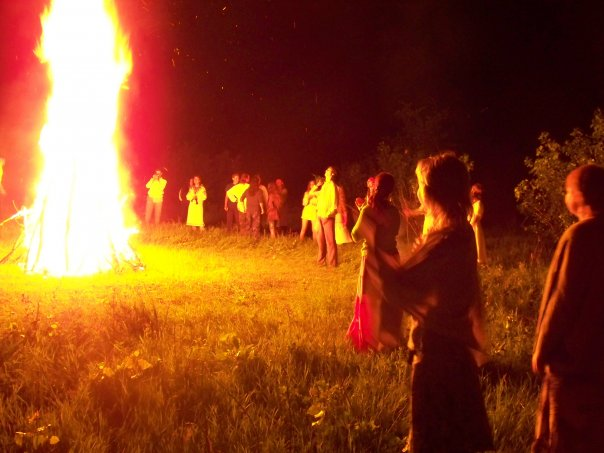
Большой купалец

## Прочие
В Донецке действуют несколько приходов Церкви Иисуса Христа святых последних дней.

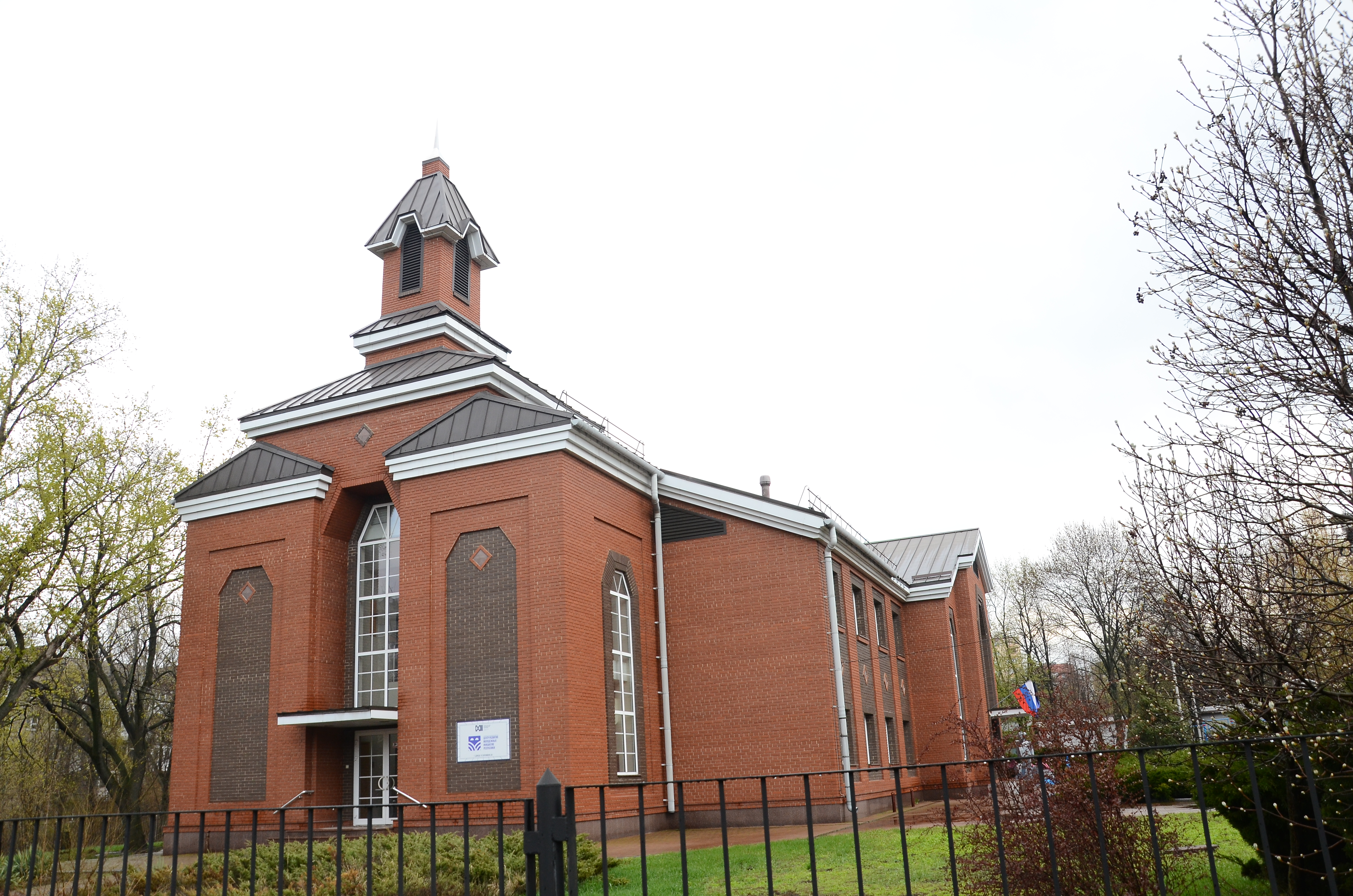
Бывшее здание Церкви Иисуса Христа святых последних дней (с 2021 года - «Русский дом»[26])

## Галереи наВикискладе
- Храмы Донецка